# 삼현 (기업)
주식회사 삼현은 기계 장치를 움직이거나 제어할 때 사용하는 액추에이터를 제조하는 대한민국 기업이다

## 제품 및 기술
자동차·로봇·방산 분야의 정밀 제어용 모터, 제어기, 액추에이터를 개발·생산하고 있다..
장거리 지대공 유도 무기(L-SAM)의 개발에 삼현의 전동식 수평 안정화 기술이 탑재되었다.